# Israele in Egitto (Händel)

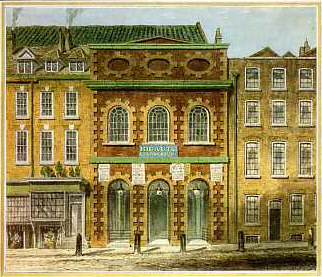
Il Kings Theatre, Londra, dove Israele in Egitto è stato eseguito per la prima volta.

Israele in Egitto (titolo inglese: Israel in Egypt HWV 54) è un oratorio biblico del compositore Georg Friedrich Händel. La maggior parte degli studiosi pensa che il libretto fosse di Charles Jennens, che ha anche scritto i testi biblici per il Messiah di Händel. Esso è composto interamente da brani scelti dal Vecchio Testamento, principalmente da Esodo ed i Salmi.
Israele in Egitto in anteprima al King's Theatre in the Haymarket di Londra il 4 aprile 1739 con Élisabeth Duparc "La Francesina", William Savage, John Beard, Turner Robinson, Gustavus Waltz e Thomas Reinhold. Händel lo aveva iniziato subito dopo che la stagione lirica al King Theatre era stata annullata per mancanza di abbonati. L'oratorio non ebbe una buona accoglienza dal pubblico della prima, però fu lodato nel Daily Post e la seconda esecuzione fu accorciata, la parte prevalentemente corale era ora incrementata con lo stile italiano delle arie.
La prima versione del pezzo è in tre parti anziché due, la prima parte più noto come "The ways of Zion do mourn", con il testo alterato come "The sons of Israel do mourn" lamentando la morte di Giuseppe. Questa sezione precede l'Esodo, che nella versione in tre parti è la parte II, invece che la parte I.

## Storia della composizione
Händel era da tempo residente a Londra e aveva goduto di grande successo come compositore di opere italiane. Tuttavia nel 1733 una compagnia d'opera rivale di Händel, L'Opera della Nobiltà, aveva diviso il pubblico dell'opera di Londra. Non c'erano abbastanza mezzi per supportare due compagnie liriche italiane e Händel cominciò a trovare nuovo pubblico attraverso la presentazione di oratori ed altre opere corali in lingua inglese. L'oratorio Saul di Händel, con un testo di Charles Jennens, fu presentato al King's Theatre nel gennaio del 1739 e per la stessa stagione Händel compose Israele in Egitto, scrivendo la musica in un mese tra il 1º ottobre e il 1º novembre 1738. Israele in Egitto è solo uno dei due oratori di Händel con un testo redatto con versetti della Bibbia, l'altro è il Messia. Il librettista di Israele in Egitto è incerto, ma la maggior parte degli studiosi ritiene che Charles Jennens abbia redatto entrambi i testi. Israele in Egitto e il Messia condividono anche la caratteristica insolita tra oratori di Händel, a differenza degli altri, di non avere un cast di personaggi che cantano i dialoghi e interpretano un dramma, ma contengono molti cori impostati su testi biblici.
Nel comporre Israele in Egitto, in quella che era allora la sua pratica comune, Händel riciclò musica da sue composizioni precedenti e fece ampio uso della parodia musicale, la rielaborazione di musiche di altri compositori. Per la parte iniziale di Israele in Egitto Händel ha leggermente riscritto il suo inno funebre del 1737 per la regina Carolina, "The Ways of Zion do Mourn", e ha adattato due sue fughe per clavicembalo, un coro dal suo Dixit Dominus e un'aria da uno dei suoi inni Chandos. Da serenata matrimoniale di Alessandro Stradella Qual prodigio é ch'io miri, Händel ha preso la musica per i suoi cori delle "piaghe" "He spake the word,” “He gave them hailstones,” “But as for his people/He led them,” and “And believed the Lord,”, così come il coro della parte II “The people shall hear/All th’inhabitants of Canaan”. Da un'ambientazione del Magnificat di Dionigi Erba, Händel prese la maggior parte o parte della musica per “He rebuked the Red Sea,” “The Lord is my Strength,” “He is my God,” “The Lord is a Man of War,” “The depths have covered them/Thy right Hand, o Lord,” “Thou sentest forth thy wrath,” “And with the blast of thy nostrils,” “Who is like unto Thee,” and “Thou in they mercy.” Altri compositori che Händel ha parodiato in Israele in Egitto erano Jean-Philippe Rameau, Johann Caspar Kerll, Francesco Antonio Urio, Nicolaus Adam Strungk e Friedrich Wilhelm Zachow.
Molto più che in precedenti opere di Händel che erano state ideate, come Israele in Egitto, per attirare il pubblico pagante nella sua impresa commerciale in un teatro di proprietà privata, il pezzo pone schiacciante accento sul coro. Il pubblico di Londra a quel tempo non era abituato per tali ampi brani corali presentati come un intrattenimento commerciale e forse in particolare il canto funebre di apertura, di circa trenta minuti di lunghezza per la morte di Giuseppe, adattato dall'inno funebre per una regina recentemente scomparsa, contribuì al fallimento di Israele in Egitto alla sua prima esecuzione. Händel rivide rapidamente il lavoro, omettendo la sezione di apertura "Lamentazioni" ed aggiunse arie di stile italiano del genere che il pubblico di allora si attendeva e amava. Nella sua edizione in due atti, Israele in Egitto era molto popolare nel XIX secolo con le compagnie corali. Oggi molte esecuzioni del lavoro utilizzano la versione originale in tre parti di Händel.

## Trama

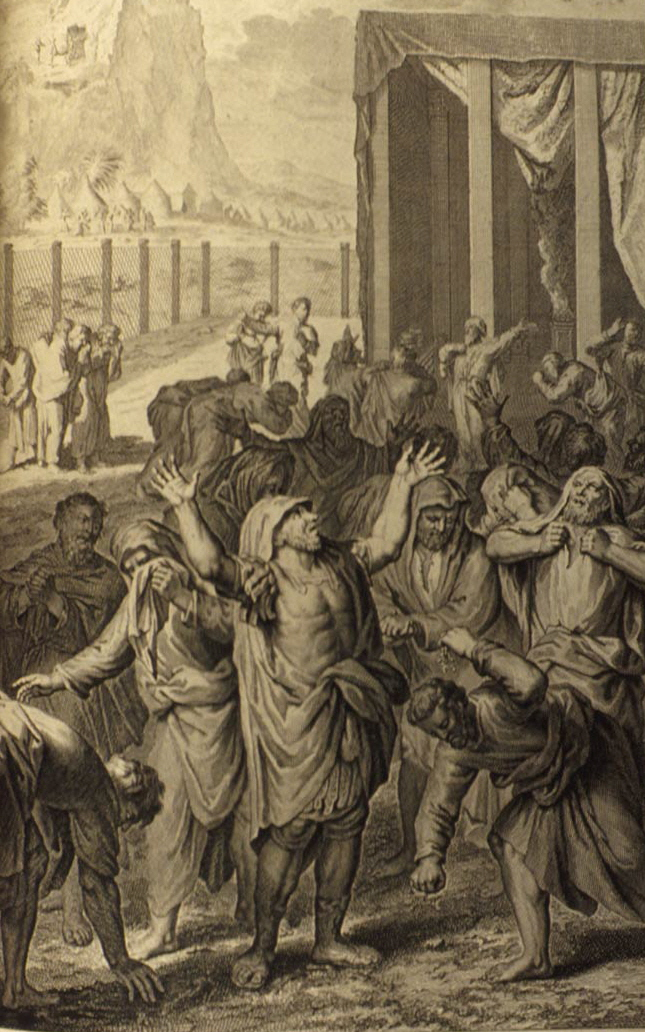
Gli Israeliti piangono la morte di Giuseppe, da una Bibbia illustrata del 1728

### Prima parte
Gli Israeliti piangono la morte di Giuseppe, consigliere d'Israele e favorito del Faraone, Re dell'Egitto.

### Seconda parte

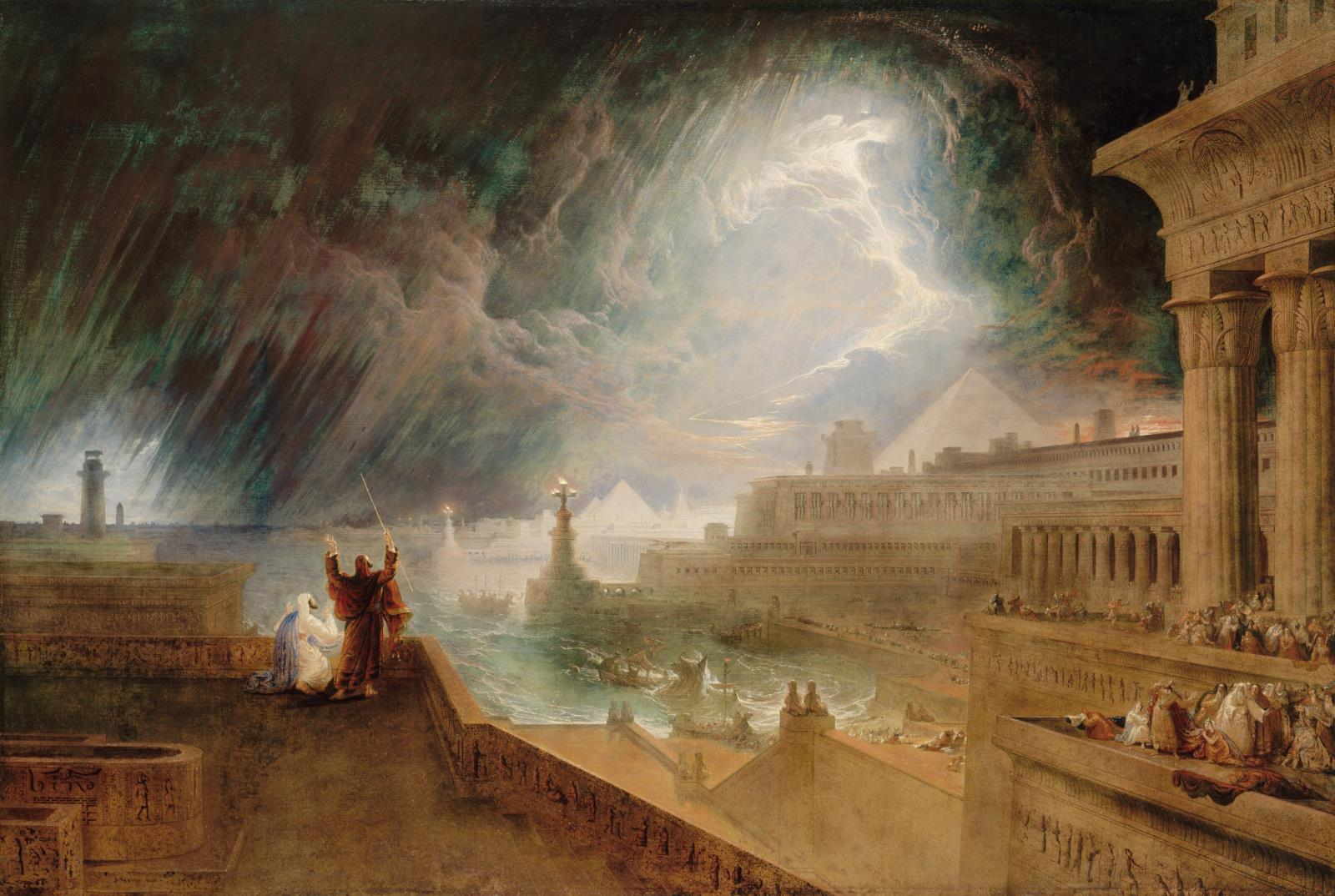
Martin, John – Le Sette Piaghe – 1823

Viene dato l'annuncio che un nuovo faraone è salito al trono di come egli non veda di buon occhio i figli d'Israele. Dio sceglie Mosè per condurre il proprio popolo fuori dalla schiavitù. Una serie di piaghe cade sull'Egitto: i fiumi si trasformano in sangue; una piaga di rane colpisce la terra; sulla pelle dei bovini e delle persone si formano macchie e vesciche; mosche e pidocchi sciamano in tutto il mondo; appaiono le locuste, distruggendo tutte le colture; delle grandinate rovinano il paese; un'oscurità palpabile scende; infine, i figli maggiori nati di tutti gli Egiziani vengono colpiti a morte. Il sovrano d'Egitto dapprima accetta di lasciare che gli Israeliti partano, ma successivamente cambia idea e li insegue. Il Mar Rosso miracolosamente si apre per lasciare che i figli d'Israele attraversino in sicurezza, ma quando gli egiziani che li inseguono cercano di fare altrettanto, le acque li inghiottono ed essi annegano.

### Terza parte

L'attraversamento del Mar Rosso di Nicolas Poussin

Gli israeliti festeggiano la loro liberazione

## Vecchissima registrazione di un brano su cilindro di cera
| Aiuto Registrazione del 1888 di Israele in Egitto ( info file ) Registrato da George Gouraud al Crystal Palace Händel Festival il 29 giugno 1888. Fino ad ora questa è la registrazione più antica che si conosca. |

Per lungo tempo, la prima registrazione conosciuta di musica nota ancora esistente era un estratto da questo oratorio diretto di August Manns. Si tratta di una registrazione di diverse migliaia di cantanti che cantano "Moses and the Children of Israel"  nel Crystal Palace Handel Festival del 29 giugno 1888, registrato dal colonnello George Gouraud sul cilindro di paraffina gialla di Edison. Le limitazioni della tecnologia di registrazione in quel momento, insieme al numero di voci, la distanza del dispositivo di registrazione dai cantanti e l'acustica del Crystal Palace, fanno sì che il suono registrato sia debole all'inizio e da quel punto sia gravemente degradato. Ciò che sopravvive è appena udibile, ma ancora identificabile ad orecchio, e dà un'idea della prassi esecutiva al culmine del fenomeno dell'Händel Festival.